# Хлебные бунты в Египте (1977)
Хлебные бунты в Египте (араб. انتفاضة الخبز‎, intifāḍatul khobz) — забастовка, прошедшая 18-19 января 1977 года во многих городах Египта. Это были сотни тысяч людей, которые протестовали против Всемирного банка и Международного Валютного Фонда, а именно против решения правительства сократить вдвое субсидии на продукты первой необходимости. В протестах были убиты 79 человек, более 550 были ранены и 1000 арестованы. Субсидии были вновь внесены.

## История
В 1976 году глава государства обратился за получением займов в Всемирный Банк, который в свою очередь сильно раскритиковал политику страны из-за субсидирования продуктов первой необходимости. В результате Анвар Садат в январе 1977 года объявил об отмене субсидий на муку, масло и рис, что привело к повышению цен на продукты на более чем 50 %.